# Felsőkosály
Felsőkosály (románul: Rugășești, korábban Răgușești) falu Romániában, Erdélyben, Kolozs megyében.

## Fekvése
Déstől tíz kilométerre északra, a Szeletruk-patak mentén fekszik.

## Története
A középkor végén még két település feküdt a helyén, melyek közül az egyiknek a neve (1325, Rugachhaza, 1495, Rwgo, 1560, Rwgosest, 1733, Rugasfalva, 1750, Rugesest) a románban, a másiké (1467, Felseu-Kosal, 1560, Felseokosal, 1553, Felsewkosaly) a magyarban őrződött meg. A Bánffy család csicsóvári uradalmához tartoztak. Felsőkosály 1553-ban román lakosságú volt. 1603 előtt teljesen elpusztult. A 17–19. században a Haller család birtoka volt. Haller Jánosnak 1780-ban 38 jobbágyát és két zsellérét írták össze a faluban. Belső-Szolnok vármegyétől 1876-ban Szolnok-Doboka vármegyéhez csatolták. Északi határán a 20. század elején jelentős kanalas cigány népesség élt.

## Lakossága
1880-ban 542 lakosából 387 volt román, 129 cigány és 24 magyar anyanyelvű; 507 görögkatolikus és 18 zsidó vallású.
2002-ben 1116 lakosából 1028 volt román és 84 cigány nemzetiségű; 977 ortodox, 58 görögkatolikus, 49 pünkösdi és 30 baptista vallású.